# ابراهیما بامبا
ابراهیما بامبا (انگلیسی: Ibrahima Bamba؛ زادهٔ ۲۲ آوریل ۲۰۰۲) بازیکن فوتبال اهل ایتالیا است که در پست مدافع میانی و هافبک دفاعی برای باشگاه الدحیل در لیگ ستارگان قطر بازی میکند. 

## سابقه باشگاهی
بامبا در ایتالیا از پدر و مادری اهل ساحل عاج متولد شد، و فوتبال را با آکادمی جوانان پرو ورچلی در سن ۱۴ سالگی در سال ۲۰۱۵ آغاز کرد. 
وی در ۲۶ ژانویه ۲۰۲۲ قراردادی تا پایان سال ۲۰۲۵ و با بند فسخ 30 میلیون یورویی  با باشگاه فوتبال ویتوریا گیماریش  بست و ابراهیما در اولین بازی خود را برای این تیم در مقابل بنفیکا در لیگ برتر فوتبال پرتغال به میدان رفت. 
در ۱۳ جولای ۲۰۲۳ باشگاه فوتبال ویتوریا گیماریش اعلام کرد که این بازیکن با قراردادی بلند مدت به باشگاه الدحیل پیوسته  مبلغ این انتقال حدود ۹ میلیون یورو گزارش شده است. 

## عملکرد ملی
وی در ۲۴ می ۲۰۲۲ توسط روبرتو مانچینی به اردوی تمرینی تیم ملی فوتبال ایتالیا دعوت شد. 